# Edward Shumaker
Edward David Shumaker (ur. 27 stycznia 1896 w Beaver, zm. 27 maja 1973 w Canton) – amerykański strzelec, olimpijczyk.
Shumaker wystąpił na Letnich Igrzyskach Olimpijskich 1932 w jednej konkurencji – karabinie małokalibrowym leżąc z 50 m, w którym uplasował się na 13. miejscu ex aequo z Ugo Cantellim.
Podczas I wojny światowej służył na froncie jako lekarz. Został później dentystą praktykującym w miejscowości Scio i był członkiem Ohio Dental Association. Członek amerykańskiej masonerii.

## Wyniki

### Igrzyska olimpijskie
| Igrzyska         | Konkurencja                       | Wynik    | Miejsce | Źródło |
| ---------------- | --------------------------------- | -------- | ------- | ------ |
| Los Angeles 1932 | Karabin małokalibrowy leżąc, 50 m | 288 pkt. | 13      | [ 1 ]  |